# Чжэн Шаньцзе
Чжэн Шаньцзе (кит. 郑栅洁, род. 10 ноября 1961, Чжанчжоу, Фуцзянь) — китайский государственный и политический деятель, председатель Государственного комитета по делам развития и реформ с 12 марта 2023 года.
Член Центрального комитета Компартии Китая 20-го созыва. Депутат 20-го съезда Коммунистической партии Китая.
Ранее секретарь (глава) парткома КПК провинции Аньхой (2021—2023), губернатор провинции Чжэцзян (2020—2021), секретарь горкома КПК Нинбо (2017—2020), председатель Комитета по развитию и реформам (2010—2015) провинции Фуцзянь.

## Биография
Родился в 10 ноября 1961 года в городском округе Чжанчжоу, провинция Фуцзянь. В июне 1985 года вступил в Коммунистическую партию Китая.
После окончания Нанкинского технического университета в 1982 году был направлен на завод, где работал в течение следующих пятнадцати лет, пройдя трудовой путь от рядового инженера до директора предприятия.
В мае 1997 года переведён в город Сямынь на должность главы городского района Хули. В феврале 2002 года назначен заместителем мэра Сямыня — начальником управления городского муниципалитета. В марте 2003 года занял пост секретаря парткома КПК муниципального Комитета по развитию и реформам мэрии Сямыня. В апреле 2008 года направлен в столицу провинции Фуцзянь город Фучжоу на должность заместителя председателя Комитета по развитию и реформам провинции, в мае 2010 году возглавил этот Комитет. 1 февраля 2015 года назначен вице-губернатором Фуцзяни.
В августе 2015 года получил перевод в Пекин и назначен заместителем главы Национального управления энергетики, входившего в структуру Государственного комитета по развитию и реформам КНР. В апреле 2017 года сменил Ли Яфея на посту заместителя руководителя Управления по делам Тайваня.
15 декабря 2017 года определён секретарём горкома КПК Нинбо и членом Постоянного комитета парткома КПК провинции Чжэцзян. 14 мая следующего года повышен до заместителя секретаря парткома КПК провинции. 4 сентября 2020 года переведён вице-губернатором и одновременно исполняющим обязанности губернатора Чжэцзяна в соответствии с решением 23-й сессии Собрания народных представителей провинции. 29 сентября того же года утверждён в должности губернатора на 24-й сессии Собрания народных представителей провинции Чжэцзян 13-го созыва.
30 сентября 2021 года назначен на высшую региональную позицию секретаря (главы) парткома КПК провинции Аньхой.
12 марта 2023 года на 5-м пленарном заседании 1-й сессии Всекитайского собрания народных представителей 14-го созыва утверждён в должности председателя Госкомитета по делам развития и реформ КНР в кабинете премьера Ли Цяна.